# Административное деление Российской империи на 1 января 1765 года
Российская империя по состоянию на 1 (12) января 1765 года делилась на губернии, провинции и уезды
- общее число губерний — 19
- общее число провинций — 50
- столица — город Санкт-Петербург
- отличия от 15 марта 1744 года:
- вновь образованы:

1. Иркутская губерния (19 (30) октября 1764 года) из Иркутской провинции Сибирской губернии
2. Малороссийская губерния (1764 год) из Левобережной Украины
3. Новороссийская губерния (22 или 24 марта 1764 года) из Новой Сербии и Новослободского казацкого полка
  1. Выборгская провинция Выборгской губернии
  2. Екатерининская провинция Новороссийской губернии
  3. Елизаветградская провинция Новороссийской губернии
  4. Кюменегорская провинция Выборгской губернии
  5. Кексгольмская провинция Выборгской губернии
  6. Олонецкая провинция Новгородской губернии
  7. Рижская провинция Рижской губернии (восстановлена)

- упразднены:

1. 1. Астраханская провинция Астраханской губернии (территория провинции равнялась территории губернии)
  2. Смоленская провинция Смоленской губернии (территория провинции равнялась территории губернии)

- переименованы:

1. 1. Кунгурская провинция Казанской губернии в Пермскую провинцию
  2. Ставропольская провинция Оренбургской губернии в Исетскую провинцию

- список губерний:

1. Архангелогородская
  1. Архангелогородская провинция
  2. Вологодская провинция
  3. Галицкая провинция
  4. Устюжская провинция
2. Астраханская
3. Белгородская
  1. Белгородская провинция
  2. Орловская провинция
  3. Севская провинция
4. Воронежская (и Земли Донских казаков)
  1. Бахмутская провинция
  2. Воронежская провинция
  3. Елецкая провинция
  4. Тамбовская провинция
  5. Шацкая провинция
5. Выборгская
  1. Выборгская провинция
  2. Кюменегорская провинция
  3. Кексгольмская провинция
6. Иркутская
  1. Иркутская провинция
7. Казанская
  1. Вятская провинция
  2. Казанская провинция
  3. Пензенская провинция
  4. Пермская провинция
  5. Свияжская провинция
  6. Симбирская провинция
8. Киевская (12 полков)
9. Малороссийская (10 полков, центр — город Глухов)
10. Московская
  1. Владимирская провинция
  2. Калужская провинция
  3. Костромская провинция
  4. Московская провинция
  5. Переяслав-Залесская провинция
  6. Переяслав-Рязанская провинция
  7. Суздальская провинция
  8. Тульская провинция
  9. Угличская провинция
  10. Юрьевская провинция
  11. Ярославская провинция
11. Нижегородская
  1. Алатырская провинция
  2. Арзамасская провинция
  3. Нижегородская провинция
12. Новгородская
  1. Белозёрская провинция
  2. Великолуцкая провинция
  3. Новгородская провинция
  4. Олонецкая провинция
  5. Псковская провинция
  6. Тверская провинция
13. Новороссийская (центр — Новая Сечь)
  1. Елизаветградский пикинёрный (бывший Новослободский казацкий) полк
  2. Жёлтый гусарский полк (часть Новой Сербии)
  3. Чёрный гусарский полк (часть Новой Сербии)
14. Оренбургская
  1. Исетская провинция
  2. Оренбургская провинция
  3. Уфимская провинция
15. Ревельская (4 дистрикта, или крейса: Викский, Вирляндский, Гарриевский, Ервенский)
16. Рижская (4 дистрикта, или крейса: Венденский, Дерптский, Перновский, Рижский)
  1. Рижская провинция
  2. Эзельская провинция
17. Санкт-Петербургская (4 дистрикта: Копорский, Петербургский, Шлиссельбургский, Ямбургский)
18. Сибирская
  1. Енисейская провинция
  2. Тобольская провинция
19. Смоленская провинция